# باشگاه فوتبال برچین سیتی
باشگاه فوتبال برچین سیتی (انگلیسی: Brechin City F.C.) یک تیم فوتبال اسکاتلندی مستقر در برچین است. این باشگاه در سال 1906 تأسیس شد و در سال 1923 به فدراسیون پیوست . بریچن در ورزشگاه «گلب پارک» بازی می کند که گنجایش 3960 تماشاگر را دارد.